# キャピトル東急ホテル
キャピトル東急ホテル（キャピトルとうきゅうホテル）は、東京都千代田区永田町二丁目10番3号にあった高級ホテル。旧称の東京ヒルトンホテル時代にザ・ビートルズが来日公演時に宿泊したことから一躍広く知られる存在となった。2006年（平成18年）11月30日に建て替えのため営業を休止し、2010年（平成22年）10月22日にザ・キャピトルホテル 東急として再開業した。

## 歴史
アジア地区に拠点を求めていたヒルトンホテルズ・インターナショナルと、ホテル事業を全国展開するために国際的なホテルのノウハウを求めた東京急行電鉄の思惑が一致し、1958年（昭和33年）7月21日に両者の合弁会社として、東京ヒルトンホテル株式会社が設立され、1963年（昭和38年）6月20日に、日本初の外資系ホテル東京ヒルトンホテルが開業した。ホテルの規模は、地上10階建、客室数約450室であった。
ホテルが建てられた小高い丘は、古くは、星がよく見えたことから星が丘と呼ばれており、1883年（明治16年）には、岩倉具視の援助で料亭「星岡茶寮」が開かれた。この料亭は、関東大震災後に北大路魯山人によって借り受けられ、1925年（大正14年）3月20日に美食倶楽部の会員制料亭となったが、戦災で焼失。1956年（昭和31年）に東急グループが一帯の土地を購入し、中国料理店「星ヶ岡茶寮」を開業していた。
東京ヒルトンホテルは、当時の日本においてホテルニュージャパン、ホテルオークラ同様に数少ない国際的なホテルであり、首相官邸や国会議事堂、そして当時は銀座に次ぐ盛り場を擁していた赤坂が隣接していることもあり、外国要人や外国スターの需要が高かった。
1966年（昭和41年）6-7月の来日時にビートルズがこのホテルの最上階（10階）にあるプレジデンシャル・スイート(PRESIDENTIAL SUITE)1005号室に宿泊したほか、このホテルに宿泊・利用した外国の有名人は、カトリーヌ・スパーク、クリフ・リチャード、ザ・ウォーカー・ブラザース、ティナ・ターナー、ツイッギー、ソフィア・ローレン、ショーン・コネリー（『007は二度死ぬ』の撮影時）、エリック・クラプトン。1980年代以降はフリオ・イグレシアス、マイケル・ジャクソン、デヴィッド・ボウイ、ウラディミール・ホロヴィッツ、ビル・クリントン元米国大統領（米国商工会議所主催の朝食会に出席、宿泊はしていない）など、枚挙に暇がない。
こうして日本国内外問わず同ホテルを愛好する者が多く存在した。例えばデヴィッド・ボウイは来日した際に当初滞在先であったパークハイアット東京に到着するなり「ここではなく、以前泊まった神社の近くのホテルがいい」と宿泊先の変更を求めたため、急遽キャピトル東急ホテルに宿泊先を変更した。また、エリック・クラプトンの来日時における常宿でもあった。
しかし、東急とヒルトンとの間では、このホテルの運営受託契約の条件をめぐる争いが起き、東急側はヒルトン側の重大な契約違反を理由に契約を一方的に解除、ヒルトン側から派遣されていた総支配人を退去させ、1967年4月22日にホテル名を「ホテルジャパン東急（Hotel Japan Tokyu）」へ改称される事態となる（いわゆる「東京ヒルトン事件」）。ヒルトン側が東京地裁へ仮処分を申請し5月12日に改称が差し止められたことで復帰したが、その後も契約内容を巡り両者の関係は悪化していた。このため、開業後20年と定められていた契約は更新されず、1983年12月31日を以て東京ヒルトンホテルは閉館。翌1984年（昭和59年）元日から「キャピトル東急ホテル」と改称し東急ホテルチェーンのフラッグシップ・ホテルとして運営されることとなった。一方のヒルトン側は1984年（昭和59年）9月1日に、西新宿に竣工した新宿国際ビルディングのホテル区画に『東京ヒルトン インターナショナル（現:ヒルトン東京）』として開業した。運営者の分裂に伴い、従業員は東京ヒルトン インターナショナルへ転籍する者とキャピトル東急に残留する者に分かれた。
キャピトル東急ホテルはその後も東急ホテルズのフラッグシップとして運営されたが、老朽化と再開発のため、2006年（平成18年）11月30日正午をもって営業を終了。ホテルの建物は取り壊され、同地には2010年（平成22年）7月31日に地上29階地下4階建の高層複合ビル「東急キャピトルタワー」が竣工した。同ビルにはキャピトル東急ホテルの後継となる「ザ・キャピトルホテル 東急」が核テナントとして入り、2010年10月22日に開業した。

## 施設

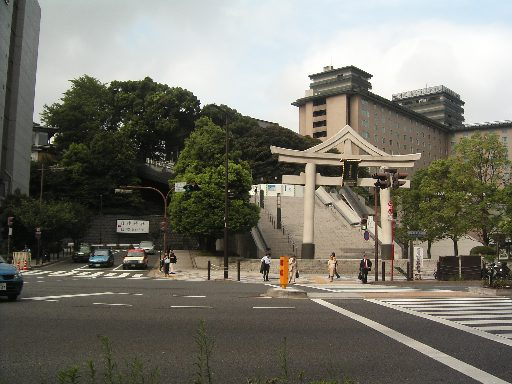
写真は2004年8月、日枝神社裏参道で撮影（右側奥の建物）

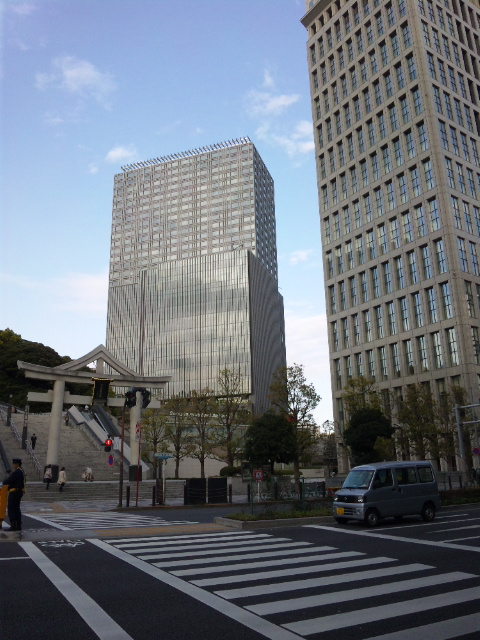
跡地に東急キャピトルタワー右側のビルは山王パークタワー

ビートルズが来日時に記者会見を行なったことで知られる大宴会場「真珠の間」の10基のシャンデリアには、合計300万個の真珠が使用されていた。
また、内装は吉田五十八、渡辺力、剣持勇といった日本を代表する建築家、工業デザイナーが担当し、日本と西洋との融合を体現したいわゆる和洋折衷のホテル建築として独特の佇まいを呈していたことから、ホテルオークラに次ぐ戦後日本を代表するホテル建築でもあった。
建物の構造はT字型の形状で、エレベーターを頂点に三方に客室が伸び、廊下の端の非常口には障子があしらわれ、ロビーは当時の建築技術上のことから柱が多い空間ではあったが、柱に蒔絵を施す工夫がなされており、西洋志向の強くなりがちなホテルのロビーとは一線を画していた。
地下3階にあった「村儀理容室」は、小泉純一郎、安倍晋三といった大物政治家が利用していたことで知られる。キャピトル東急ホテルの閉館後は、ヒルトン東京が入る新宿国際ビルディングの地下街ヒルトピア（ヒルトンの施設ではない）に移転している。

### レストラン
ホテル内には、中華料理店「星ヶ岡」があり、北大路魯山人の料亭「星岡茶寮」の名残を留めていた。また、ガーデンカフェは窓側のラウンドテーブル席よりホテルの中庭を望むことが出来、都心の静寂さを満喫しながらゆったりと時間が過ごせることから国内外の著名人の利用も多かった。
そしてコーヒーハウス「オリガミ」は、「パーコー麺」などの多くの名物料理で知られていた。松任谷由実や山口いずみ、そしてジャイアント馬場は「アップルパンケーキ」、加賀まりこは「インドネシア風フライドライス」のファンであったという。

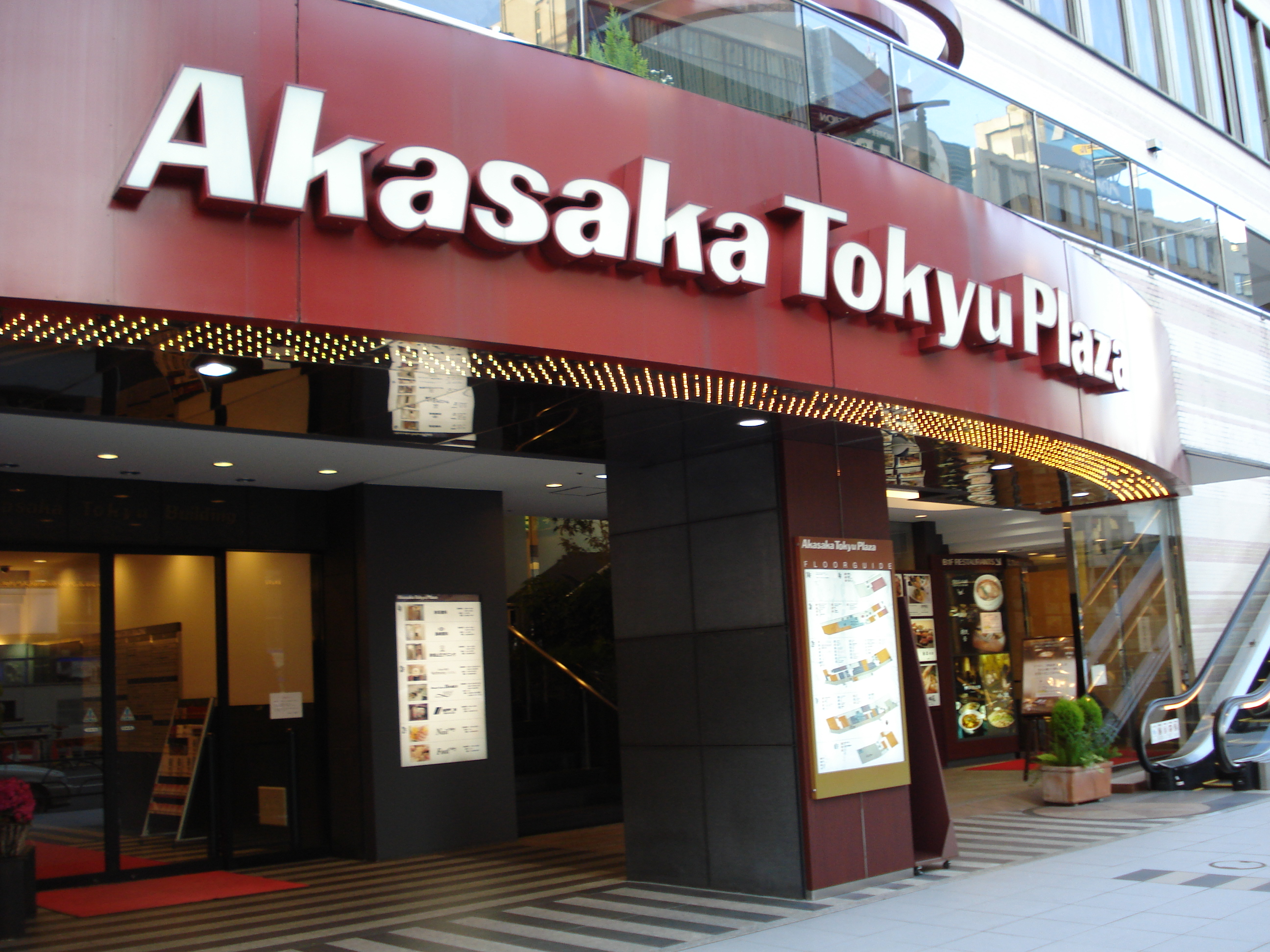
キャピトルレストランが入居していた赤坂東急プラザ

レストランのうち、「オリガミ」、「星ヶ岡」、「源氏」は新ホテル開業までのチームおよびサービスレベル維持のため、ホテル閉館後に「キャピトルレストラン」として赤坂エクセルホテル東急が入居する赤坂東急ビル（東急不動産）内の「赤坂東急プラザ」に移転し、ザ・キャピトルホテル東急開業直前まで営業を継続した。このため、ザ・キャピトルホテル東急にあるオールデイダイニング「ORIGAMI」で、かつてのキャピトル東急時代に愛されていた「パーコー麺」や「ナシゴレン」、「ジャンボバーガー」、「ジャーマンアップルパンケーキ」などが継承の味として提供されている。

## 関連書籍
- 富田昭次 『キャピトル東急ホテル物語　伝説のホテルはこう築かれた』 オータパブリケイションズ、2010年、著者はホテル・旅行作家
- 太田範義（マイケル・ジャクソン来日当時の営業部長） 『おもてなしの心 キャピトル東急ホテル最後の総支配人』 グラフ社、2007年